# Không gian Banach
Trong toán học, không gian Banach, đặt theo tên Stefan Banach người nghiên cứu các không gian đó, là một trong những đối tượng trung tâm của nghiên cứu về giải tích hàm. Nhiều không gian hàm vô hạn chiều xuất hiện trong các lĩnh vực khác nhau của giải tích là các ví dụ về các không gian Banach.

## Định nghĩa
Các không gian Banach được định nghĩa là các không gian vectơ định chuẩn đầy đủ. Điều này nghĩa là một không gian Banach là một không gian vectơ V trên trường số thực hay số phức với một chuẩn ||·|| sao cho mọi dãy Cauchy (tương ứng với metric d(x, y) = ||x − y||) có giới hạn trong V.

## Các ví dụ
Sau đây, K ký hiệu cho trường R hoặc C.
- Không gian Euclid quen thuộc Kn, với chuẩn Euclid của x = (x1,..., xn) được cho bởi ||x|| = (∑ |xi|2)1/2, là các không gian Banach.
- Không gian của tất cả các hàm số liên tục f: [a, b]→ K định nghĩa trên một đoạn đóng [a, b] trở thành một không gian Banach nếu ta định nghĩa chuẩn của hàm số như là ||f|| = sup { |f(x)|: x trong [a, b] }. Đây thực sự là một chuẩn bởi vì các hàm liên tục định nghĩa trên đoạn đóng thì bị chặn. Không gian này là đầy đủ dưới chuẩn này. Theo định nghĩa, nó là một không gian Banach, được ký hiệu là C[a, b].
- Không gian C(X) của tất cả các hàm số liên tục X → K, với X là một không gian compact. Với X là một không gian topo bất kì, ký hiệu

B(X) là không gian của tất cả các hàm liên tục bị chặn {\displaystyle f:\ X\to K:\ \sup _{X}|f(x)|<\infty } với chuẩn {\displaystyle \|f\|\ =\sup _{X}|f(x)|}. Có thể thay không gian tôpô X trong ví dụ này bằng một tập tùy ý. Khi đó B(X) được xét là tập các hàm số bị chặn trên tập X với chuẩn được định nghĩa tương tự. Trong tất cả những ví dụ này, ta có thể nhân các hàm số với nhau và vẫn ở trong cùng một không gian đó: tất cả những ví dụ này thật ra là các đại số Banach có chứa đơn vị.
- Nếu p ≥ 1 là một số thực, ta xét không gian của tất cả các dãy vô hạn (x1, x2, x3,...) của các phần tử trong K sao cho ∑i |xi|p là hữu hạn. Lũy thừa bậc 1/p của giá trị này được định nghĩa là chuẩn p của dãy đó. Không gian cùng với chuẩn này là một không gian Banach; nó được ký hiệu là l p.
- Không gian Banach l∞ chứa tất cả các dãy x=(x_n) bị chặn với phần tử lấy từ K; chuẩn của một chuỗi như vậy là supremum của các giá trị tuyệt đối của các phần tử trong chuỗi.
- Một lần nữa, nếu p ≥ 1 là một số thực, ta có thể xét các hàm số f: [a, b] → K sao cho |f|p là khả tích Lebesgue. Lũy thừa bậc 1/p của tích phân này được định nghĩa là chuẩn của f. Bản thân không gian này không phải là một không gian định chuẩn bởi vì có những hàm số khác không với chuẩn là zero. Chúng ta định nghĩa một quan hệ tương đương như sau: f và g là tương đương nếu và chỉ nếu chuẩn của f - g là zero. Tập của các lớp tương đương sau đó tạo thành một không gian Banach; nó được ký hiệu là L p[a, b]. Ở đây, sử dụng tích phân Lebesgue là điều cốt yếu, bởi vì tích phân Riemann sẽ không đưa ra một không gian đầy đủ. Những ví dụ này có thể tổng quát hóa; xem không gian L p về các chi tiết.
- Nếu X và Y là hai không gian Banach trên cùng một trường K, thì chúng ta có thể xây dựng tổng trực tiếp X ⊕ Y. Nó cũng là không gian Banach theo chuẩn được xác định chẳng hạn như ||(x,y)|| = ||x|| + ||y||. Cách xây dựng này có thể tổng quát hóa thành tổng trực tiếp của một số bất kì các không gian Banach.
- Nếu M là một không gian con đóng của một không gian Banach X, thì không gian thương X/M là một không gian Banach.
- Mọi không gian có tích vô hướng sẽ dẫn đến một chuẩn suy ra từ đó. Không gian tích vô hướng này gọi là không gian Hilbert nếu chuẩn tương ứng là đầy đủ. Do đó mọi không gian Hilbert là một không gian Banach do định nghĩa. Điều ngược lại cũng đúng dưới một số điều kiện nhất định; xem bên dưới.

## Các toán tử tuyến tính
Nếu V và W là các không gian Banach trên cùng một trường K, tập hợp của các hàm K-tuyến tính liên tục {\displaystyle \Theta :V\rightarrow W} được ký hiệu là L(V, W).
Chú ý là trong các không gian vô hạn chiều, không phải tất cả các toán tử tuyến tính là liên tục (Với các không gian hữu hạn chiều thì mọi toán tử tuyến tính đều liên tục). Ta có một mệnh đề thú vị:
Cho {\displaystyle \Theta :V\rightarrow W} là 1 toán tử tuyến tính. Khi đó 3 t/c sau là tương đương:
1. {\displaystyle \Theta } liên tục
2. {\displaystyle \Theta } liên tục tại 1 điểm
3. {\displaystyle \Theta } bị chặn, tức là {\displaystyle \Theta (M)} là tập bị chặn trong W với mọi tập bị chặn M trong V.

Vì L(V, W) là một không gian vectơ, và bằng cách định nghĩa chuẩn ||O|| = sup { ||x||: x trong V với ||x|| ≤ 1 } nó trở thành một không gian Banach.
Đặc biệt, không gian L(V) = L(V, V) còn là một đại số Banach có đơn vị với phép nhân là phép hợp của các phép biến đổi tuyến tính.

## Không gian đối ngẫu
Nếu V là một không gian Banach và K là trường nền (hoặc là số thực hay là phức), thì bản thân K là một không gian Banach (sử dụng giá trị tuyệt đối như là chuẩn) và ta có thể định nghĩa không gian đối ngẫu V′ như là V′ = L(V, K), không gian của biến đổi tuyến tính liên tục vào K. Không gian này lại là không gian Banach (với chuẩn của toán tử). Nó có thể được sử dụng để định nghĩa một topo mới trên V: topo yếu.
Chú ý rằng yêu cầu rằng các hàm phải liên tục là quan trọng; nếu V là vô hạn chiều, có những hàm tuyến tính nhưng không liên tục, và do đó không bị chặn, do vậy không gian V* của các hàm tuyến tính vào K chưa phải là một không gian Banach. Không gian V* (có thể được gọi là không gian đối ngẫu đại số để phân biệt với V') cũng tạo ra một topo yếu và mịn hơn topo tạo ra bởi đối ngẫu liên tục bởi vì V′⊆V*.
Có một ánh xạ tự nhiên F từ V đến V′′ (đối ngẫu của đối ngẫu) định nghĩa bởi 
F(x)(f) = f(x)
với tất cả x trong V và f trong V′. Vì F(x) là một biến đổi từ V′ sang K, nó là một phần tử của V′′. Ánh xạ F: x → F(x) do đó là một biến đổi V → V′′. Như là một hệ quả của định lý Hahn-Banach, ánh xạ này là đơn ánh; nếu nó cũng là toàn ánh, thì không gian Banach V được gọi là có tính phản xạ. Các không gian có tính phản xạ có nhiều tính chất hình học quan trọng. Một không gian là có tính phản xạ nếu và chỉ nếu không gian đối ngẫu của nó có tính phản xạ, đó là trường hợp nếu và chỉ nếu quả cầu đơn vị là compact trong topo yếu.
Ví dụ, lp là có tính phản xạ với 1<p<∞ nhưng l1 và l∞ không có tính phản xạ. Đối ngẫu của lp là lq với p và q liên hệ với nhau bởi công thức (1/p) + (1/q) = 1. Xem không gian L p để thêm chi tiết.

## Quan hệ với các không gian Hilbert
Như là được nói đến ở trên, mọi không gian Hilbert là một không gian Banach bởi vì, theo định nghĩa, một không gian Hilbert là đầy đủ với chuẩn suy ra từ tích vô hướng, (chuẩn được suy ra từ tích vô hướng nghĩa là ||v||² = (v,v) với tất cả v.
Điều ngược lại không luôn luôn đúng; không phải không gian Banach nào cũng là không gian Hilbert. Một điều kiện cần và đủ cho một không gian Banach V có liên quan đến một tích vô hướng (mà cần có để làm V trở thành một không gian Hilbert) là hằng đẳng thức hình bình hành:
||u+v||² + ||u-v||² = 2(||u||² + ||v||²)
với mọi u và v trong V, mà ||*|| là chuẩn trên V.
Nếu chuẩn của một không gian Banach thỏa mãn hằng đẳng thức này, tích vô hướng liên quan sẽ làm nó trở thành một không gian Hilbert thông qua hằng đẳng thức phân cực. Nếu V là một không gian Banach thực, thì hằng đẳng thức phân cực là
(u,v) = (||u+v||² - ||u-v||²)/4
và nếu V là một không gian Banach phức, thì hằng đẳng thức phân cực được cho bởi
(u,v) = (||u+v||² - ||u-v||² + i(||u+iv||² - ||u-iv||²)).
Điều kiện cần là dễ dàng từ định nghĩa của một tích vô hướng. Để thấy điều kiện đủ —nghĩa là luật bình hành sẽ suy ra dạng định nghĩa bằng hằng đẳng thức phân cựa thật sự là một tích vô hướng đầy đủ—ta phải kiểm tra một cách đại số là dạng này là cộng với nhau được, từ đó bằng phép quy nạp dạng này là tuyến tính trên các số tự nhiên và số hữu tỉ. Sau đó bởi vì mỗi số thực là giới hạn của một chuỗi Cauchy nào đó của các số hữu tỉ, tính đầy đủ của chuẩn mở rộng sự tuyến tính lên toàn đường thẳng thực. Trong trường hợp phức, ta có thể kiểm tra rằng dạng vô hướng đó là tuyến tính trên i trong một tham số, và tuyến tính liên hợp trên tham số còn lại.

## Đạo hàm
Một vài khái niệm đạo hàm có thể được định nghĩa trên một không gian Banach. Xem bài đạo hàm Fréchet và đạo hàm Gâteaux.

## Tổng quát hóa
Một số các không gian quan trọng khác trong giải tích hàm, ví dụ không gian tất cả các hàm khả vi vô số lần R → R hay là không gian của tất cả các phân bố trên R, là đầy đủ nhưng không phải là các không gian vectơ định chuẩn và do vậy không phải là các không gian Banach. Trong không gian Frechet ta vẫn có một metric đầy đủ, trong khi không gian LF là các không gian vec tơ thuần nhất đầy đủ phát sinh từ giới hạn của các không gian Fréchet.

## Sách tham khảo
Historical monographs in English, French and Polish:
- Stefan Banach: Théorie des opérations linéaires. -- Warszawa 1932. (Monografie Matematyczne; 1) Zbl 0005.20901[liên kết hỏng]